# Poliana Okimoto
Poliana Okimoto Cintra (São Paulo, 8 de março de 1983) é uma maratonista aquática brasileira.
Com sua medalha de bronze nos Jogos Olímpicos de 2016, tornou-se a primeira brasileira a conquistar uma medalha olímpica na natação feminina.
Poliana é 3.º sargento do Exército Brasileiro.

## Trajetória esportiva
Poliana nada desde os dois anos de idade, e começou a competir aos sete anos. Aos 14 anos, passou a nadar pelo Corinthians, seu primeiro clube. Competiu pelo Vasco em 2000, voltou ao Corinthians em 2001, transferiu-se para a Universidade Santa Cecília (UNISANTA) em 2003, defendeu o Pinheiros de 2004 a 2009, retornou ao Corinthians em 2010, foi para o Minas em 2012, e em 2013 retornou à UNISANTA, onde encerrou a carreira.
Esteve no Campeonato Mundial de Natação em Piscina Curta de 2002 em Moscou, onde ficou em 18.º lugar nos 800 metros livre.
Venceu a Travessia dos Fortes nas edições de 2005 e 2010.
Poliana terminou em segundo lugar na prova dos 5 km do Campeonato Mundial de Natação em Águas Abertas de 2006, em Nápoles. Na largada da prova de 10 km do mesmo evento, ela levou uma cotovelada na orelha da competidora russa Larisa Ilchenko, que perfurou seu tímpano, obrigando-a a fazer uma cirurgia e ficar três meses sem nadar. Apesar disso, ela também conquistou a medalha de prata nesta prova.
Competiu na primeira aparição da modalidade nos Jogos Pan-Americanos de 2007, no Rio de Janeiro, em que recebeu a medalha de prata na prova de 10 km, sendo a primeira medalha brasileira desta edição.
Nos Jogos Olímpicos de 2008 em Pequim, Poliana chegou em sétimo lugar na prova da maratona aquática feminina.
Em 2009, ela conquistou a Copa do Mundo de Maratona Aquática, vencendo 9 das 11 etapas disputadas, tornando-se a primeira brasileira campeã da modalidade.
No Campeonato Mundial de Esportes Aquáticos de 2009, obteve a medalha de bronze na maratona aquática de 5 km. Com isso, quebrou um jejum de 15 anos para o Brasil no mundial, e tornou-se a primeira mulher brasileira a ganhar uma medalha na história da competição. Ela também terminou em sétimo lugar na maratona de 10 km.
Foi considerada pela Revista Época uma dos 100 brasileiros mais influentes do ano de 2009.
Nos Jogos Pan-Americanos de 2011, ela repetiu o resultado de 2007 e novamente obteve a medalha de prata na prova de 10 km.
Participou das Olimpíadas de 2012 em Londres, na prova da maratona aquática feminina, na qual foi desclassificada após sofrer hipotermia e desmaiar após desistir da prova.
No Campeonato Mundial de Esportes Aquáticos de 2013 em Barcelona, Poliana obteve um desempenho histórico: primeiro ganhou a medalha de prata na Maratona Aquática de 5 km, fazendo dobradinha com a brasileira Ana Marcela Cunha, que ganhou o bronze; poucos dias depois tornou-se campeã mundial, obtendo a medalha de ouro na prova de 10 km, novamente fazendo dobradinha com Ana Marcela Cunha, que obteve a prata; ganharia, ainda, a medalha de bronze na prova por equipes, com Allan do Carmo e Samuel de Bona, fechando sua campanha no Campeonato Mundial de Esportes Aquáticos de 2013 com três medalhas conquistadas.
No Campeonato Mundial de Esportes Aquáticos de 2015, ela terminou em sexto lugar na maratona aquática de 10 km.
Nos Jogos Olímpicos de Verão de 2016 no Rio de Janeiro, Poliana inicialmente terminou em quarto. Uma desclassificação da segunda colocada, a francesa Aurélie Muller, deu a ela o bronze, a primeira medalha de uma mulher brasileira na natação olímpica.
Okimoto aposentou-se do esporte profissional em dezembro de 2017, citando como razões a vontade de ser mãe e a perda de patrocinadores. Na última prova da carreira, participou do quarteto que venceu o evento Rei e Rainha do Mar, no Rio de Janeiro.
Em 2018, entrou para o International Marathon Swimming Hall of Fame.

## Conquistas
- Travessia dos Fortes – 2005 e 2010
- Campeonato Mundial de Natação em Águas Abertas de 2006 – Medalha de prata nas provas de 5 km e 10 km
- Jogos Pan-Americanos de 2007 – Medalha de prata na maratona aquática de 10 km
- Copa do Mundo de Maratona Aquática de 2009 – Campeã
- Campeonato Mundial de Esportes Aquáticos de 2009 – Medalha de bronze na maratona aquática de 5 km
- Jogos Olímpicos de Verão de 2016 – Medalha de bronze na maratona aquática de 10 km